# Henrik Pontoppidan
Henrik Pontoppidan (Fredericia, 24 juli 1857 - Kopenhagen, 21 augustus 1943) was een Deense schrijver die in 1917 de Nobelprijs voor Literatuur won voor zijn "authentieke beschrijving van het hedendaagse leven in Denemarken". Hij moest de prijs delen met Karl Gjellerup.
Pontoppidans romans en korte verhalen zijn vooral beroemd vanwege het beeld dat ze schetsen van het Denemarken in die tijd. Pontoppidan was het jongste en wellicht invloedrijkste lid van de literaire beweging De Moderne Doorbraak (Det Moderne Gennembrud).

## Leven en werk

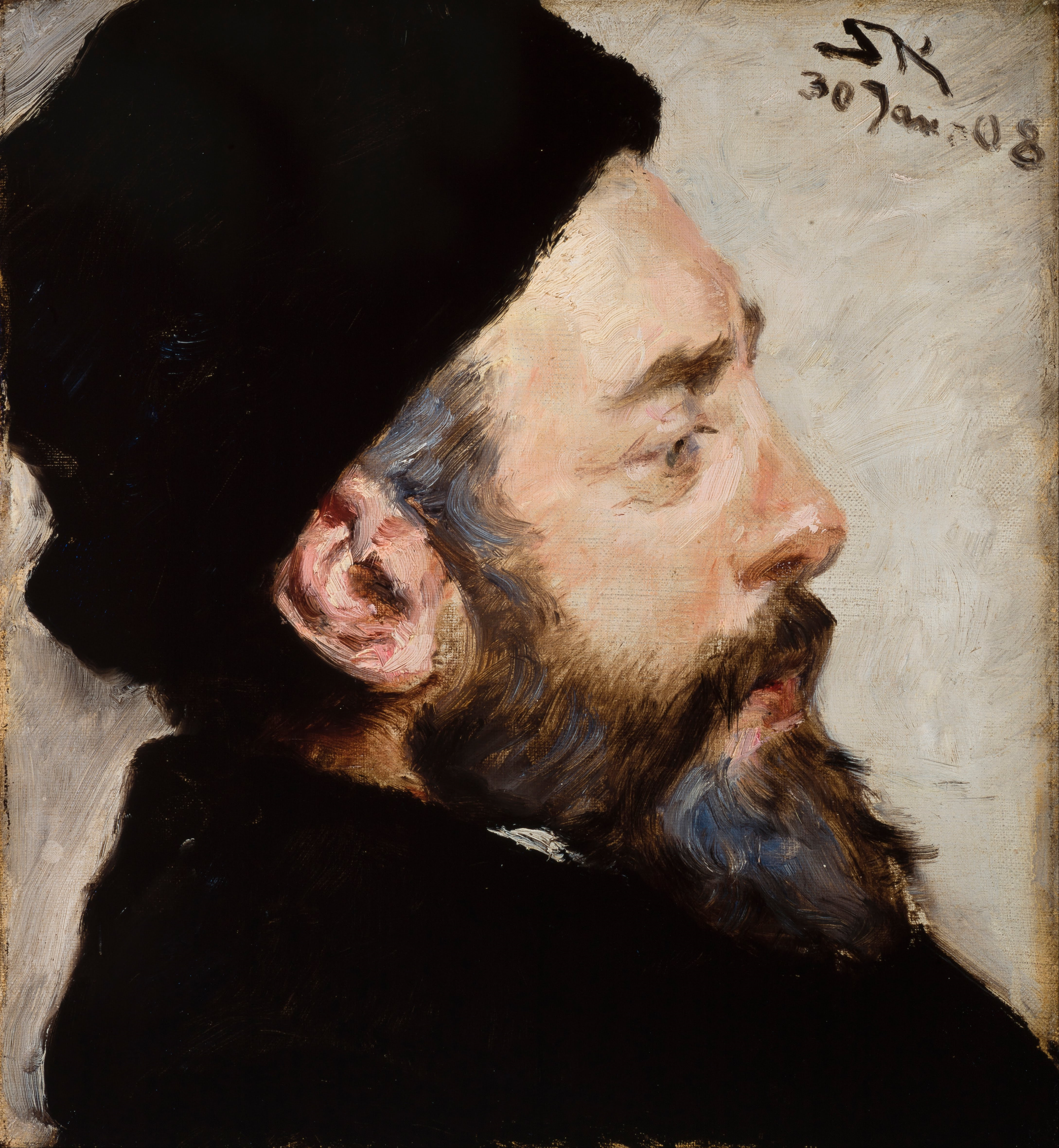
Henrik Pontoppidan, geschilderd door P.S. Krøyer in 1908

Pontoppidan werd geboren als de zoon van een Jutse dominee. Hij kwam uit een oude familie van dominees en schrijvers. Hij gaf zijn opleiding tot ingenieur op en werkte enige tijd als onderwijzer. Later werd hij freelance-journalist. Hij had scherpe kritiek op de Deense maatschappij en zette zich af tegen zijn eigen gepriviligieerde afkomst. Zo dreef hij de spot met de achternaam Pontoppidan, die de latinisering zou zijn van zijn eigenlijke naam Broby, die hij enige tijd gebruikte. Pas in 1881 maakte hij zijn debuut als literair schrijver, waarbij hij sterke invloed onderging van de  naturalistische en realistische literatuuropvattingen van Georg Brandes, de voorman van Det moderne gennembrud. In zijn werk zijn twee richtingen te onderscheiden. In de eerste richting staat het leven van de boeren centraal, vooral in Jutland, in de tweede richting gaat het om kleinere werken, waarin andere milieus worden uitgebeeld. In bijna al zijn werken is het hoofdthema de mens, die zijn ik en het algemeen menselijke in zichzelf moet vinden, waarop kan worden voortgebouwd om de wereld vooruit te laten komen.
De eerste fase van zijn werk, 1881-1900, is de periode van zijn rijpwording en wordt gekenmerkt door verhalen waarin hij sterke kritiek uitte op de sociale situatie in Denemarken. Zo beschreef hij het leven van de boeren en de mensen op het platteland, met wie hij veel contact had. Daarmee was Pontoppidan een van de eerste Deense schrijvers die met de traditie braken om een idealistisch beeld van boeren op te roepen. De verhalen uit deze periode zijn verzameld in Landsbybilleder ("Dorpsbeelden", 1883) en Fra Hytterne ("Vanuit de hutten", 1887). Anders dan de algemene opvatting over de liefde was zijn standpunt, dat een huwelijk dat gebaseerd is op nuchterheid, zelfs tegen de wil van een der partners in, gelukkiger kan zijn dan een huwelijk dat gebaseerd is op wederzijdse aanbidding.
Na deze periode volgden een fase van vaderlandloosheid (1891-1904) en een periode van angst (1905-1927). Hij ging zich richten op psychologische en naturalistische problemen. Thema is vaak de angst voor de onverbiddelijkheid van het leven en de ondoorgrondelijkheid van de geheimen van de ziel, die een muur oprichten tussen twee mensen.

## Werken
Pontoppidan schreef 35 romans. De grote romans die doorgaans als zijn primaire werk worden gezien, schreef hij tussen 1890 en 1920. Hierin stelde hij een Deense versie op van de "alomvattende roman die de samenleving beschrijft" in de traditie van Balzac en Zola. In deze meerdelige romans schetst hij een beeld van het toenmalige Denemarken, gezien vanuit het perspectief van de hoofdpersoon. Centraal staat de strijd tussen de conservatieven en de liberalen, de opkomst van de industrialisatie en culturele conflicten. De titels van zijn belangrijkste romans zijn:
- Det forjættede Land (I-III 1891-95, te vertalen als Het beloofde land 1896).
- De deels autobiografische achtdelige romancyclus Lykke-Per (1898-1904) (in het Nederlands vertaald door Siegfried van Praag als Peter de Gelukkige); dit is wellicht zijn bekendste roman.
- De dødes Rige (I-II 1912-16, "Het rijk der doden").
- Mands Himmerig (1927, "Het hemelrijk van de man"); deze laatste roman is een wanhopige omschrijving van de crisis waarin een Deense intellectueel verkeert bij de uitbraak van de Eerste Wereldoorlog.

Pontoppidan schreef ook veel korte verhalen waarin hij politieke en zelfs seksuele problemen aankaartte:
- Isbjørnen (1887, "De ijsbeer")
- Mimoser (1886)
- Nattevagt (1894, "Nachtwacht")
- Den gamle Adam (1894,in het Nederlands vertaald als "De oude Adam")
- Højsang (1896, in het Nederlands vertaald als Grote Gebeurtenissen)
- Ung elskov, Blade af (1897, in het Nederlands vertaald als Jonge liefde en Herinneringen)
- Borgmester Hoeck og Hustru (1905,in het Nederlands vertaald als "Burgemeester Hoeck en zijn vrouw")
- Der store spøgelse (1907, in het Nederlands vertaald als Het spookslot)
- Den kongelige gaest (1908, in het Nederlands vertaald als De koninklijke gast)

Een centraal thema in zijn verhalen is de moeite die de personages hebben om met nieuwe ideeën, nieuwe tolerantie en democratie om te gaan.
Tussen 1933 en 1943 schreef Pontoppidan verschillende delen van zijn memoires, waarin hij zijn eigen persoonlijke ontwikkeling weergaf, onder de titels Drengeaar ("Jongensjaren" 1933), Hamskifte ("Metamorfose" 1936), Arv og Gæld ("Erfenis en schuld" 1938), Familjeliv ("Familieleven" 1940) en Undervejs Til Mig Selv. Et Tilbageblik ("Onderweg naar mijzelf. Een terugblik" 1943).
Hoewel hij later in zijn leven te kampen kreeg met blindheid en doofheid, bleef hij interesse houden in het politieke en culturele leven.